# Turț-Băi
Turț-Băi (węg. Turcbánya) – wieś w Rumunii, w okręgu Satu Mare, w gminie Turț. W 2011 roku liczyła 93 mieszkańców.